# Marcus Daniell
Marcus Daniell (* 9. November 1989 in Masterton) ist ein neuseeländischer Tennisspieler.

## Leben und Karriere
Nachdem Marcus Daniell in den ersten Jahren nur bei Future Turnieren aktiv gewesen war, gelang ihm beim Heimturnier in Auckland der überraschende Durchbruch. Nur durch eine Wildcard in den Bewerb gekommen, konnte er zusammen mit Horia Tecău auf dem Weg ins Finale unter anderem Marcel Granollers und Tommy Robredo besiegen. Im Endspiel besiegten sie Marcelo Melo und Bruno Soares in zwei Sätzen. Es war der erste Titel von Daniell auf der ATP World Tour, durch den er über 400 Plätze in der Weltrangliste gutmachte. Im Februar 2015 gewann er seinen zweiten Doppel-Titel in Montpellier.
Im Jahr 2021 gewann er bei den Olympischen Sommerspielen von Tokio die Bronzemedaille im Doppel.
Er wurde im August 2024 als eines von vier neuen Mitgliedern der Athletenkommission des Internationalen Olympischen Komitees gewählt.

## Erfolge
| Legende (Anzahl der Siege)  |
| Grand Slam                  |
| ATP World Tour Finals       |
| ATP World Tour Masters 1000 |
| ATP World Tour 500          |
| ATP World Tour 250 (5)      |
| ATP Challenger Tour (8)     |

| ATP-Titel nach Belag |
| Hartplatz (3)        |
| Sand (1)             |
| Rasen (1)            |

### Doppel

#### Turniersiege

##### ATP World Tour
| Nr. | Datum            | Turnier     | Belag         | Partner        | Finalgegner                       | Ergebnis          |
| --- | ---------------- | ----------- | ------------- | -------------- | --------------------------------- | ----------------- |
| 1.  | 16. Januar 2010  | Auckland    | Hartplatz     | Horia Tecău    | Marcelo Melo Bruno Soares         | 7:5, 6:4          |
| 2.  | 8. Februar 2015  | Montpellier | Hartplatz (i) | Artem Sitak    | Dominic Inglot Florin Mergea      | 3:6, 6:4, [16:14] |
| 3.  | 12. Juni 2016    | Stuttgart   | Rasen         | Artem Sitak    | Oliver Marach Fabrice Martin      | 6:74, 6:4, [10:8] |
| 4.  | 5. Januar 2019   | Brisbane    | Hartplatz     | Wesley Koolhof | Rajeev Ram Joe Salisbury          | 6:4, 7:66         |
| 5.  | 17. Oktober 2020 | Cagliari    | Sand          | Philipp Oswald | Juan Sebastián Cabal Robert Farah | 6:3, 6:4          |

##### ATP Challenger Tour
| Nr. | Datum           | Turnier         | Belag         | Partner              | Finalgegner                      | Ergebnis          |
| --- | --------------- | --------------- | ------------- | -------------------- | -------------------------------- | ----------------- |
| 1.  | 9. Februar 2014 | Adelaide        | Hartplatz     | Jarmere Jenkins      | Dane Propoggia Jose Statham      | 6:4, 6:4          |
| 2.  | 19. Juli 2014   | Granby          | Hartplatz     | Artem Sitak          | Jordan Kerr Fabrice Martin       | 7:65, 5:7, [10:5] |
| 3.  | 20. Juni 2015   | Ilkley          | Rasen         | Marcelo Demoliner    | Ken Skupski Neal Skupski         | 7:63, 6:4         |
| 4.  | 13. März 2016   | Puebla          | Hartplatz (i) | Artem Sitak          | Santiago González Mate Pavić     | 3:6, 6:2, [12:10] |
| 5.  | 27. März 2016   | San Luis Potosí | Sand          | Artem Sitak          | Santiago González Mate Pavić     | 6:3, 7:64         |
| 6.  | 19. März 2017   | Irving          | Hartplatz     | Marcelo Demoliner    | Oliver Marach Fabrice Martin     | 6:3, 6:4          |
| 7.  | 10. Juni 2017   | Surbiton        | Rasen         | Aisam-ul-Haq Qureshi | Treat Huey Dennis Kudla          | 6:3, 7:60         |
| 8.  | 13. April 2019  | Murcia          | Sand          | David Marrero        | Rameez Junaid Andrej Wassileuski | 6:4, 6:4          |

#### Finalteilnahmen
| Nr. | Datum            | Turnier          | Belag         | Partner           | Finalgegner                          | Ergebnis          |
| --- | ---------------- | ---------------- | ------------- | ----------------- | ------------------------------------ | ----------------- |
| 1.  | 17. Juli 2016    | Båstad           | Sand          | Marcelo Demoliner | Marcel Granollers David Marrero      | 2:6, 3:6          |
| 2.  | 5. März 2017     | São Paulo        | Sand          | Marcelo Demoliner | Rogério Dutra da Silva André Sá      | 6:75, 7:5, [7:10] |
| 3.  | 27. Mai 2017     | Lyon             | Sand          | Marcelo Demoliner | Andrés Molteni Adil Shamasdin        | 3:6, 6:3, [5:10]  |
| 4.  | 1. Oktober 2017  | Chengdu          | Hartplatz     | Marcelo Demoliner | Jonathan Erlich Aisam-ul-Haq Qureshi | 3:6, 6:73         |
| 5.  | 25. Februar 2018 | Marseille        | Hartplatz (i) | Dominic Inglot    | Raven Klaasen Michael Venus          | 7:62, 3:6, [4:10] |
| 6.  | 21. Oktober 2018 | Stockholm        | Hartplatz (i) | Wesley Koolhof    | Luke Bambridge Jonny O’Mara          | 5:7, 6:78         |
| 7.  | 28. April 2019   | Budapest         | Sand          | Wesley Koolhof    | Ken Skupski Neal Skupski             | 3:6, 4:6          |
| 8.  | 15. Juni 2019    | ’s-Hertogenbosch | Rasen         | Wesley Koolhof    | Dominic Inglot Austin Krajicek       | 4:6, 6:4, [4:10]  |
| 9.  | 18. Januar 2020  | Auckland         | Hartplatz     | Philipp Oswald    | Luke Bambridge Ben McLachlan         | 6:73, 3:6         |
| 10. | 12. März 2021    | Doha             | Hartplatz     | Philipp Oswald    | Aslan Karazew Andrei Rubljow         | 5:7, 4:6          |